# Sibirienvejen
Sibirienvejen eller Den sibiriske rute (russisk: Сибирский тракт, tr. Sibirskij trakt, også kendt som Moskvavejen russisk: Московский тракт, tr. Moskovskij trakt og Den store vej russisk: Большой тракт, tr. Bolsjoj trakt) var en historisk vej, der knyttede det Europæisk Rusland til Sibirien og Kina. Bygningen af vejen blev beordret af zar Peter den Store to måneder efter indgåelsen af Nertjinsktraktaten, den 22. november 1689, imidlertid indledtes byggeriet først i 1730 og blev fuldført i midten af 1800-tallet. Afstanden fra Moskva til Beijing ad Sibirienvejen skønnes af nogle at være 8.332 verst (~ 8.888,57 km), og andre at være 8.839 verst (~ 9.429,45 km).
Vejen havde udgangspunkt i Moskva som Vladimirvejen og passerede gennem Murom, Kozmodemjansk, Kasan, Perm, Kungur, Jekaterinburg, Tjumen, Tobolsk, Tara, Kainsk, Tomsk, Jenisejsk, Irkutsk, Verkhneudinsk og Nertsjinsk før den nåede sit endepunkt i Kjakhta, en handelspost på grænsen til Kina. Vejen fortsatte derfra gennem Indre Mongoliet til en port i Den kinesiske mur i Kalgan.
I begyndelsen af 1800-tallet blev vejen flyttet sydover. Fra Tjumen fortsatte vejen gennem Jalutorovsk, Isjim, Omsk, Tomsk, Atsjinsk og Krasnojarsk før den løb sammen med den gamle rute i Irkutsk. Den var en vital transportåre for samfærdslen mellem Sibirien og Moskva frem til slutningen af 1800-tallet, hvor den transsibiriske jernbane overtog dens rolle.